# Konstflitföreningen i Finland

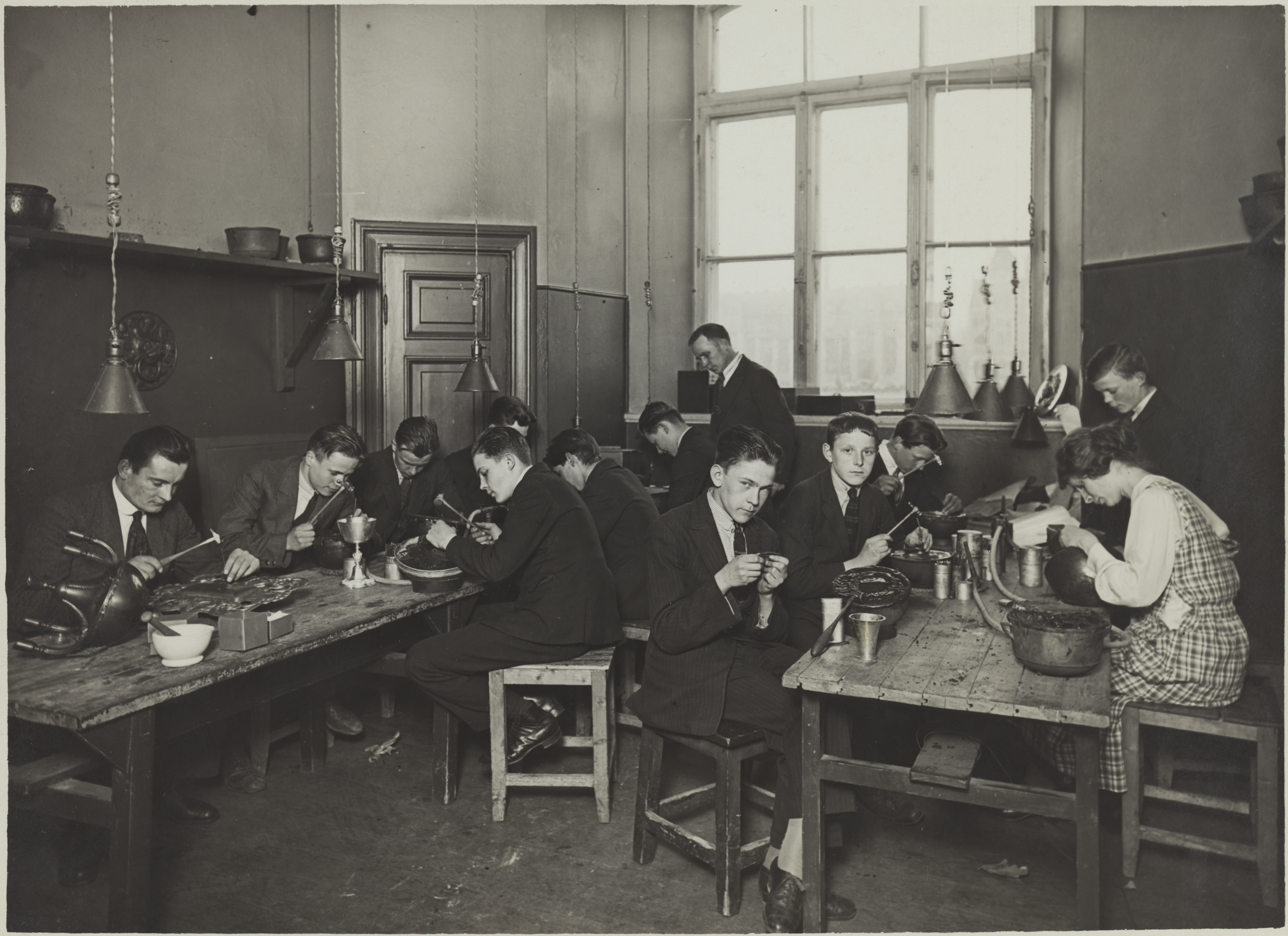
Paavo Tynell undervisar i metallslöjd vid Centralskolan för konstflit, 1920-talet

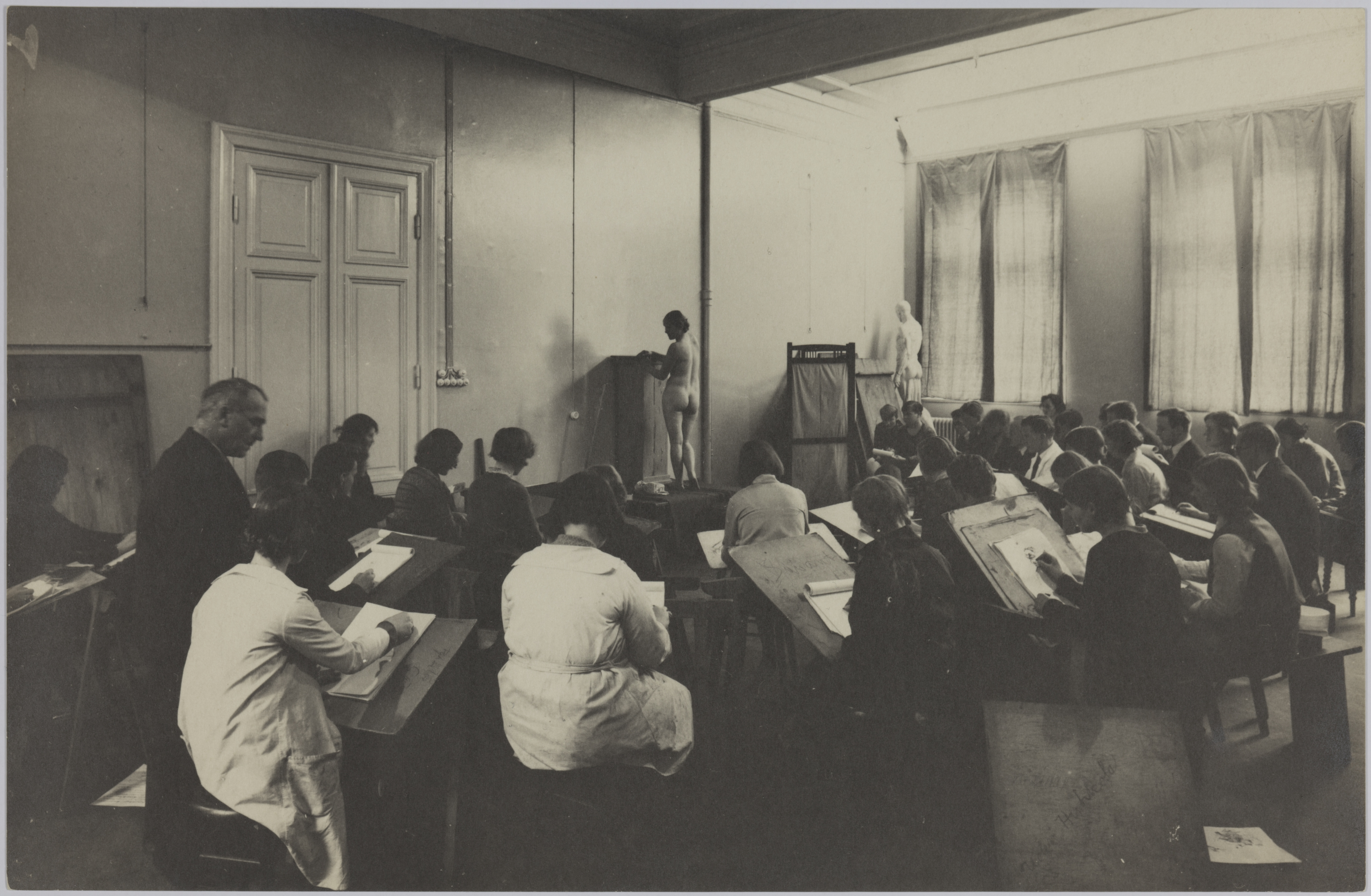
Ritning efter nakenmodell vid Centralskolan för konstflit, 1920-talet. Foto: Aarne Pietinen

Konstflitföreningen i Finland (finska: Suomen taideteollisuusyhdistys) är en finländsk förening för främjande av konstindustri och konsthantverk, som grundades 1875 i Helsingfors och som numera främst verkar inom Design Forum Finland. Från början hade den individuella medlemmar, men har sedan 1991 enbart organisationer som medlemmar.
Bland grundarna var Zacharias Topelius och Carl Gustaf Estlander. Föreningen stod bakom uppförandet av Ateneum och drev till 1965 Centralskolan för konstflit, senare benämnd Konstindustriella läroverket. Skolan övergick 1965 i statens ägo och utgör idag en del av Aalto-universitetets högskola för konst, design och arkitektur.
Konstflitföreningen har varit arrangör för konstindustriutställningar. År 1881 arrangerade föreningen den första utställningen i Finland, i sina lokaler i Helsingfors. Föreningen svarade för de finländska avdelningarna på Milanotriennalen från 1933 till på 1980-talet. 
Föreningen grundade 1979 Konstindustrimuseet, numera Designmuseet, som 1989 övertogs av den nybildade stiftelsen Muotoilun tiedotuskeskus – Design Forum, som hade Konstflitföreningen och Industrikonstförbundet Ornamo som stiftare. Föreningens kansli slogs 1991 samman med Design Forum Finland.
Mellan 1980 och 2005 gav Konstflitföreningen i Finland ut tidskriften Form Function Finland.
År 2005 donerade föreningen sin samling av omkring 9.000 konstindustriella föremål till Designmuseet.

## Chefer i urval
- Herman Olof Gummerus 1952–75
- Tapio Periäinen 1975–94
- Anne Stenros 1994–2004